# امامزاده سید ابراهیم (زنجان)

سر در ورودی

آرامگاه امامزاده سید ابراهیم در داخل شهر زنجان در قبرستانی واقع در منتهی‌الیه سمت شرقی شهر قدیم، مشرف به دیوار حصار شهر قرارگرفته که امروزه قسمتی از قبرستان مزبور به دبیرستان، دبستان و قسمتی دیگر به خیابان موسوم به صدر جهان تبدیل شده‌است.

## شجره‌نامه
علما در شجره نامه امامزاده سید ابراهیم اختلاف نظر دارند. جمعی امامزاده را ابراهیم بن موسی بن جعفر دانسته‌اند و جمعی دیگر همانند ابوالفرج اصفهانی و ابونصر بخاری در سرالنساب، او را ابراهیم بن محمد بن عبدالله بن الحسن بن العباس بن علی ذکر نموده‌اند. اگر این شجره نامه صحیح باشد سید ابراهیم به اتفاق گوگبی حسین بن اسماعیل بن محمد الارقط بن الباهربن زین العابدین در اوایل قرن سوم هجری در زمان خلیفه المعتزربالله خلیفه عباسی قیام نموده و در ۳ کیلومتری سمت جنوبی شهر زنجان درجریان جنگی با افراد خلیفه شهید گردیده‌است. علامه محمد اسماعیل صائنی که از فلاسفه و مفسران نامدار قرآن مجید بوده به نقل از تاریخ طبری دربارهٔ امامزاده سید ابراهیم مدفون و معروف در شهر زنجان گفته که او نوه چهارم  ابوالفضل العباس بن علی بن ابی طالب امام اول شیعیان است و او امامزاده موسوی نیست، بلکه از نسل  عباس می‌باشد.

نمای داخلی

## بنای امامزاده
بنای امامزاده ابتدا به سبک چهارطاقی بوده که گنبد زیبائی آن را پوشش می‌نمود، در سال ۱۳۴۰ شمسی این مجموعه به جهت تبدیل به احسن برداشته شده و مجدداً منطبق بربنای قدیمی نوسازی گردیده‌است. گنبد از نوع تک پوششی بوده که با واسطه چهار گوشواره برجرزها استوار گشته و حدفاصل گوشواره‌ها و گنبد، هشت نورگیر تعبیه شده‌است. تزئینات گنبد ازداخل مقرنس و گره سازی بوده وسوره جمعه به خط زیبای ثلث، به قلم استاد جواد میر محمد رضائی زنجانی و گچبری استاد شعبان آزادی زنجانی نوشته شده‌است .همچنین آیینه کاری بنای امام زاده توسط شاهکار استادان حاج ذبیح الله و حاج مسیح الله باقری انجام شده است. در نمای بیرونی، سوره مبارکه (اسماء ذات البروج) به خط ثلث زنجیری نوشته شده‌است.
ضریح حرم که در اصفهان ساخته شده در سال ۱۳۵۸ نصب گردیده است. قدیمی‌ترین قسمت این آرامگاه، سردر ورودی سمت شمالی و مناره‌های واقع در طرفین آن می‌باشد. این سردر به سال ۱۳۴۱ شمسی توسط معمار ابراهیم سلطانی ساخته شده و بالای مناره‌ها آیه ۵۵ سوره مبارکه احزاب به خط زیبای ثلث به قلم استاد اخیرالذکر رقم گردیده‌است. تجدید بنای این آرامگاه توسط استاد منصور محاوری، فرزند ملا غلامرضا متولد ۱۲۷۸ شمسی است. او از سال ۱۳۴۰ با همکاری دیگر شهروندان زنجان به تجدید بنا امامزاده همت گماشت. استاد محاوری در اسفندماه ۱۳۵۴ درگذشته و در رواق ورودی حرم دفن شده‌است.
در وضعیت فعلی، شبستان اصلی هیچگونه مسئله حاد استاتیکی ندارد. اما قسمتی از حجرات واقع در ضلع شرقی صحن از نظر ایستائی فعال گردیده و مشکلاتی دارد.